# Quatrième circonscription de la préfecture de Gifu
La quatrième circonscription de la préfecture de Gifu (岐阜県第4区, Gifu-ken dai-yon-ku) est l'une des cinq circonscriptions législatives que compte la préfecture de Gifu au Japon.

## Description géographique
Entre 1994 et 2013, la quatrième circonscription de la préfecture de Gifu comprenait les villes de Takayama, Minokamo et Kani et les districts de Gujō (ja), Kamo, Kani, Mashita (ja), Ōno et Yoshiki (ja).
Depuis 2013, elle est composée des villes de Takayama, Minokamo, Kani, Hida, Gujō et Gero et des districts de Kamo, Kani et Ōno.

## Députés
| Législature | Début de mandat | Fin de mandat | Député élu          | Parti politique | Parti politique |
| ----------- | --------------- | ------------- | ------------------- | --------------- | --------------- |
| 41e         | 1996            | 2000          | Takao Fujii (ja)    |                 | PLD             |
| 42e         | 2000            | 2003          | Kazuyoshi Kaneko    |                 | PLD             |
| 43e         | 2003            | 2005          | Takao Fujii         |                 | PLD             |
| 44e         | 2005            | 2009          | Kazuyoshi Kaneko    |                 | PLD             |
| 45e         | 2009            | 2012          | Kazuyoshi Kaneko    |                 | PLD             |
| 46e         | 2012            | 2014          | Kazuyoshi Kaneko    |                 | PLD             |
| 47e         | 2014            | 2017          | Kazuyoshi Kaneko    |                 | PLD             |
| 48e         | 2017            | 2021          | Shunpei Kaneko (ja) |                 | PLD             |
| 49e         | 2021            | 2024          | Shunpei Kaneko (ja) |                 | PLD             |
| 50e         | 2024            | -             | Masato Imai (ja)    |                 | PDC             |